# Mohammad Arzandeh
Mohammad Arzandeh (né le 30 octobre 1987 à Borujen) est un athlète iranien, spécialiste du saut en longueur.

## Biographie
Il détient le record national de la longueur en 8,17 m, obtenu en juillet 2012, lors de la sélection olympique à Téhéran, vent favorable 1,3 m/s.
Le 26 juin 2016, il saute 8,16 m à Almaty, à un cm de son record personnel, ce qui lui donne le minima pour les Jeux olympiques de Rio.

### Palmarès
| Date | Compétition                   | Lieu     | Résultat | Performance |
| ---- | ----------------------------- | -------- | -------- | ----------- |
| 2006 | Championnats d'Asie juniors   | Macao    | 3e       | 7,59 m      |
| 2006 | Championnats du monde juniors | Pékin    | 4e       | 7,67 m      |
| 2014 | Championnats d'Asie en salle  | Hangzhou | 2e       | 7,80 m      |

### Records
| Épreuve          | Épreuve      | Performance | Lieu     | Date            |
| ---------------- | ------------ | ----------- | -------- | --------------- |
| Saut en longueur | En plein air | 8,17 m (RN) | Téhéran  | 7 juillet 2012  |
| Saut en longueur | En salle     | 7,80 m (RN) | Hangzhou | 15 février 2014 |